# Microtus socialis
Microtus socialis es una especie de roedor de la familia Cricetidae.

## Distribución geográfica
Se encuentra en la  China, Irán, Kazajistán, Siria, Turquía y Ucrania. 